# 北別府学
北別府 学（きたべっぷ まなぶ、1957年7月12日 - 2023年6月16日）は、鹿児島県出身のプロ野球選手（投手）。日本プロ野球名球会理事を務め、晩年はYouTuberとしても活動していた。

## 概要
投手として広島東洋カープでは5度のリーグ優勝、3度の日本シリーズ優勝に貢献。個人ではNPBで合計12個のタイトル（6個）・主要表彰（6個）を獲得している。
セ・リーグ最多タイ記録となる最高勝率を3回獲得している。
愛称は「精密機械」。

## 経歴

### プロ入り前
中学時代は最初テニス部に所属していたが、校内野球大会での活躍が認められ、後に野球部のエースピッチャーになった。宮崎県立都城農業高等学校で1年生からエースとして活躍。1974年、2年生時の夏の甲子園県予選では準決勝で延岡高に敗退。翌1975年の春季九州大会1回戦では、伝習館高を相手に完全試合を達成する。しかし、同年夏も県予選準決勝で日南高に完封を喫し、甲子園には出場できなかった。
1975年のドラフト会議にて1位指名され広島東洋カープに入団した。担当スカウトは備前喜夫。契約金は2000万円、年俸は200万円（金額は推定）。同期には山根和夫、長内孝、小林誠二らがいる（山根は1977年入団）。甲子園には出場していないため、この時はまだ全国的には無名の存在で、広島スカウト陣以外には日本ハムファイターズ監督に就任したばかりの大沢啓二が注目したのみであった。大沢は関係者から得た情報を基に北別府の指名を検討していたが、フロントやスカウト陣の反応は薄く、結局獲得は見送られてしまったという。大沢は後に「無名の選手だったから獲得しようと思えば簡単にできた。指名できなかったのが心残りだ」と語っている。

### プロ入り後
1976年、10月12日の対ヤクルトスワローズ戦（明治神宮野球場）で6回4失点でプロ初勝利を飾った。
1977年から先発ローテーション入り。同年5月7日の対中日ドラゴンズ戦（広島市民球場）では9回2失点でプロ初完投勝利を挙げた。
1978年、6月3日の対読売ジャイアンツ戦（後楽園球場）でプロ初完封勝利を挙げ、10月10日の対中日戦（ナゴヤ球場）では9回5失点完投勝ちでプロ入り初のシーズン10勝を飾った。
1979年、4月19日の対巨人戦（平和台球場）では5回無死無走者の打席で浅野啓司からプロ入り初本塁打、6回二死満塁の打席で鹿取義隆から走者一掃の3点適時二塁打を放ち、投げては9回4失点完投勝ちで投打に活躍した。シーズンではチームトップの17勝を挙げ、チームのリーグ優勝に貢献した。
1982年には10月10日の対中日戦（広島市民球場）で9回2失点完投勝ちでシーズン20勝を挙げ、最多勝と沢村賞を獲得。
1984年には山根の16勝に次ぐ13勝を挙げチームのリーグ優勝に貢献し、1985年には16勝6敗と貯金2桁を稼ぎ、この年に球史に残る猛打を記録し優勝した阪神タイガースから5勝1敗（2完封）と成績を残し、5月23日の対阪神戦（阪神甲子園球場）では6回無死無走者の打席でリチャード・ゲイルから自ら本塁打を放ち、投げては9回無失点で完封勝利を挙げた。
巨人と優勝を争った1986年には9月、10月で4度の完封勝利を含む7勝0敗を記録しチームのリーグ優勝に大きく貢献。最多勝、最優秀防御率、最高勝率、MVP、沢村賞、ゴールデングラブ賞に輝いた。優勝した試合は8回まで投げた時点で、9回も続投する予定であったが、自ら直訴し、最後は抑えの津田恒実にマウンドを任せたという美談がある。津田は家族ぐるみで親交のあった後輩で、後に彼が脳腫瘍を発症した際にも、しばしば見舞っていた。オフの12月9日の契約更改では32パーセント増の推定年俸6000万円の掲示を保留、同月24日の2度目の契約更改では48パーセント増の推定年俸6800万円でサインした。
1989年には12年続いていた規定投球回をクリアできなかった。1990年も2年連続規定投球回未到達で2年連続一桁勝利に終わり限界説が囁かれた。
1991年、9月3日の対阪神戦（阪神甲子園球場）では1988年4月8日以来の完封で3年ぶりの2桁勝利を飾った。シーズンでは11勝を挙げ復活すると同時に最高勝率のタイトルを獲得し、チームのリーグ優勝に貢献。
1992年、4月は15日の対巨人戦（東京ドーム）での完封勝利を含む4連勝で6年ぶりの月間MVPを受賞。7月16日の対中日戦（ナゴヤ球場）で球団史上初の200勝を達成し、同時に日本プロ野球における1990年代で唯一の達成で20世紀最後の200勝到達でもあった。オフの12月8日の契約更改では2000万円増の推定年俸1億300万円でサインし、広島初の1億円プレーヤーとなった。尚、広島のみに在籍して200勝を記録した投手は球団史上でも北別府のみである（NPBでは広島のみに在籍した選手の中でMLBでの記録を合算すると黒田博樹が達成している）。また、元号が昭和と平成を通じて、広島一筋での200勝達成も北別府のみとなった。
1994年9月15日に、この年限りでの現役引退を表明。同年8月21日の対巨人戦（広島市民球場）で5回に松井秀喜に本塁打を打たれ、金田正一の379を上回り、セ・リーグの最多被本塁打記録となる380を記録した。また、ホーム最終戦となる9月20日の対巨人戦では引退登板が予定されていたが、この年のセ・リーグは広島、巨人、中日の3チームが、終盤戦まで三つ巴の激しい優勝争いを繰り広げており、この日の試合も展開が二転三転する状況で遂に登板の機会に恵まれず、試合後に引退セレモニーのみが執り行われた。なお、この試合は8対7で広島が勝利し、引退試合は翌1995年3月12日のオープン戦にて行われた。

### 引退後
引退後は1995年から2000年までテレビ朝日・広島ホームテレビ野球解説者に就任。2001年から2004年まで広島の投手コーチを務めた。2005年より2023年途中まで再び広島ホームテレビ野球解説者を務めた。2005年から2007年まではデイリースポーツ野球評論家も兼任。2007年9月、自身の野球人生を綴った自伝「それでも逃げない」（グラフ社刊、友野康治との共著）を出版し、娘が医学生であることを明かしている。
2010年からは沢村賞の選考委員を務めた。2012年1月13日、野球殿堂に競技者表彰にて選出された。2017年6月、学生野球資格を取得。
2018年5月30日、私立英数学館高校硬式野球部のコーチ（非常勤）に就任。2019年8月からはYouTubeに「北別府学チャンネル」を開設し、YouTuberとしての活動を始めた。

### 闘病生活と死去
2020年1月20日、2年前に成人T細胞白血病と診断されていたことを公表した。5月5日、骨髄移植を受けるために入院。ドナーとなった次男から骨髄の提供を受け、移植は成功し退院した。しかし、移植後の患者特有の合併症である移植片対宿主病（GVHD）の影響から、退院後も度重なる病気と怪我との闘病となった。
2021年6月、転倒して側頭部を10数針縫い、尾骶骨を骨折。2021年11月、大腿骨骨折が判明して人工大腿骨に置換する手術を受けた。
2022年3月に尿毒症を発症し、さらに同年6月28日には、感染症から敗血症を患っていることを、妻がブログで公表する。2023年2月には帯状疱疹を発症するなど、入院を続けてきたが、同年6月16日、広島市内の病院で死去した。65歳没。
葬儀・告別式は同月19日、広島市中区の斎場でOBを含めた球団関係者68人を含む191人が参列して営まれ、大野豊が弔辞を捧げた。式場には旧広島市民球場をモチーフにした祭壇が設置され、遺体は広島のチームカラーの真っ赤な棺に納められた。棺を乗せた車は旧広島市民球場跡地前を通り、その後荼毘に付された。戒名は「不動院釈学心（ふどういんしゃくがくしん）」。

## プレースタイル

### 制球力
優れた制球力から「精密機械」の異名を取り、投手王国と呼ばれた1980年代の広島の中心投手として活躍した。直球を投げる比率が少なく、最高球速は144km/hであり、球種はスライダー、カーブ、シュート、シンカーなどであった。特にスライダーの出し入れで内と外を使い分ける投球術が持ち味であった。
全盛期は非常に理想的な美しい投球フォームであった。広島大学の研究者が北別府の肩の動作解析を行い、力学的にどこにも無駄な力が入っていない、自然な肩の回転に驚いたというエピソードがある。
精密機械と呼ばれるほどの抜群の制球力を身に付けたきっかけは、プロ入りして間もなく、外木場義郎や池谷公二郎の直球を見て、その球速に圧倒されたことであったという。球速で敵わないならば制球力を磨くように心がけ、3年だけ頑張って結果を残せなかったら野球を辞めて故郷に帰ろうと考えていたと、本人は後に語っている。
売り出し中の頃、何かと稲尾和久と比べる豊田泰光が、カープ中継の解説で北別府を評し、「若いのに大ベテランのよう」と貶したが、本人には褒め言葉だったといわれる。
コントロールの良さを示すエピソードとして、本塁上の三角形地点に置いた3個の空き缶を、わずか3球投げただけで全て倒してのけたという逸話がある。バッテリーを組んでいた達川光男もその投球について、「ミットを動かさずに捕れる」と高く評価しており、広島投手コーチ時代に「筋肉番付」で「ストラックアウト」に挑んだ際には、現役選手でも中々達成できないパーフェクトを成し遂げていた。
現役晩年の北別府とバッテリーを組んだ西山秀二も、北別府の微細なコントロールには舌を巻いたと振り返っている。

### 記録
現役時代に残した通算213勝は、日本プロ野球歴代第18位、先発勝利数200勝は歴代第10位で、共に広島東洋カープの球団記録である。また、通算での対中日戦成績は52勝27敗の中日キラーであった。1978 - 1980年は12連勝、1983 - 1986年は13連勝を記録、通算52勝27敗（勝率.658）という成績を残している。なお、200勝目を挙げたのも中日戦である。
セ・リーグ最多タイ記録となる最高勝率を3回獲得している。
一方で、日本シリーズには5回出場（1979年・1980年・1984年・1986年・1991年）し、11試合（先発は6試合）登板で防御率3.21ながら0勝5敗と一度も勝利投手になれなかった。
生涯記録したボークは2で、初登板から2420回1/3イニングボークなしという記録を達成している。
投手として200勝以上を挙げた一方で、打撃に関しても現役通算で5本の本塁打を放っており、広島に所属した投手（野手転向した選手は除く）としては、コルビー・ルイスと並んで歴代最多である。

## 人物
愛称は「ペイ」、「ぺー」。
多趣味で知られ、ゴルフのハンデは全盛期はシングル級の腕前であり、釣りのためにクルーザーを所有するほどであった。
現役時代はチームメイトの高橋慶彦との仲が非常に悪く、チーム内のみならず球界全体に知れ渡るほど有名だった。高橋がポルシェ・911を購入すると対抗してリンカーン・コンチネンタルを購入し、また後年ふたりが偶然同じ時期に同じ車種の車を購入すると、高橋が嫌がってすぐに下取りに出したというエピソードも残っている。高橋によると、仲が悪かったことに特段の理由はなく、同世代で同じ時期にスター選手として台頭してきたため、互いに気性が激しかったことも相まってライバル心が行き過ぎたことが原因だったという。引退後の同時期に、北別府と大下剛史がテレビ朝日・広島ホームテレビで、高橋が九州朝日放送で解説者を務めていた時期には、同系列局での担当ながら野球中継での共演が全国放送・関東広域圏・広島県・福岡県ローカル放送のいずれでも行われなかった、これも前記3局による北別府・大下と高橋の複雑な関係への配慮だったと推定された。晩年には和解し、安仁屋宗八をはさんでトークショーで共演していた。病を克服し、互いのYouTubeチャンネルに出演しあう事を約束していたが、叶える事はできなかった。高橋のショックは大きく、動画での単独のコメントを避け、同世代のカープOBと共に北別府を偲び、それを動画公開した際に、初めて心境を語っている。
美空ひばりは北別府の熱心なファンであった。美空は大の巨人党であったが、北別府のマウンド上の闘志溢れる姿勢に感銘を受け、たっての希望で共通の知人であった金田留広を通じ対面し、親交を結んだ。北別府も美空ひばりを尊敬しており、有名選手の仲間入りをした時期にレコードデビューのオファーを受け、美空に相談したところ「ペイちゃんは野球の頂点は目指さないの？目指すのなら野球以外の事に手を出すのはやめたらどう？」と諭され、オファーを断った。その後も現役人生を全う出来たのは、天狗になりかけていた自分を醒ましてくれた、この時の美空の金言のお陰であったと現役引退後に述懐している。

## 詳細情報

### 年度別投手成績
| 年 度      | 球 団      | 登 板 | 先 発 | 完 投 | 完 封 | 無 四 球 | 勝 利 | 敗 戦 | セ 丨 ブ | ホ 丨 ル ド | 勝 率 | 打 者 | 投 球 回 | 被 安 打 | 被 本 塁 打 | 与 四 球 | 敬 遠 | 与 死 球 | 奪 三 振 | 暴 投 | ボ 丨 ク | 失 点 | 自 責 点 | 防 御 率 | W H I P |
| ---------- | ---------- | ----- | ----- | ----- | ----- | -------- | ----- | ----- | -------- | ----------- | ----- | ----- | -------- | -------- | ----------- | -------- | ----- | -------- | -------- | ----- | -------- | ----- | -------- | -------- | ------- |
| 1976       | 広島       | 9     | 4     | 0     | 0     | 0        | 2     | 1     | 0        | --          | .667  | 125   | 29.1     | 28       | 5           | 12       | 0     | 0        | 18       | 0     | 0        | 13    | 13       | 4.03     | 1.36    |
| 1977       | 広島       | 33    | 22    | 3     | 0     | 0        | 5     | 7     | 0        | --          | .417  | 588   | 131.2    | 150      | 27          | 51       | 1     | 6        | 90       | 0     | 0        | 87    | 81       | 5.52     | 1.53    |
| 1978       | 広島       | 39    | 25    | 8     | 2     | 1        | 10    | 7     | 0        | --          | .588  | 745   | 175.0    | 180      | 27          | 56       | 0     | 7        | 98       | 2     | 0        | 91    | 89       | 4.58     | 1.35    |
| 1979       | 広島       | 36    | 33    | 12    | 3     | 4        | 17    | 11    | 0        | --          | .607  | 905   | 215.2    | 218      | 23          | 39       | 2     | 15       | 155      | 1     | 0        | 92    | 86       | 3.58     | 1.19    |
| 1980       | 広島       | 30    | 30    | 6     | 2     | 0        | 12    | 5     | 0        | --          | .706  | 766   | 177.2    | 210      | 19          | 44       | 6     | 9        | 82       | 0     | 0        | 86    | 80       | 4.04     | 1.43    |
| 1981       | 広島       | 32    | 32    | 13    | 2     | 3        | 16    | 10    | 0        | --          | .615  | 934   | 226.1    | 229      | 28          | 43       | 6     | 8        | 123      | 2     | 0        | 89    | 83       | 3.31     | 1.20    |
| 1982       | 広島       | 36    | 35    | 19    | 5     | 5        | 20    | 8     | 1        | --          | .714  | 1061  | 267.1    | 223      | 22          | 44       | 5     | 6        | 184      | 2     | 0        | 89    | 72       | 2.43     | 1.00    |
| 1983       | 広島       | 33    | 30    | 12    | 1     | 0        | 12    | 13    | 0        | --          | .480  | 918   | 215.2    | 228      | 25          | 61       | 2     | 8        | 106      | 1     | 0        | 108   | 95       | 3.96     | 1.34    |
| 1984       | 広島       | 32    | 27    | 9     | 2     | 1        | 13    | 8     | 2        | --          | .619  | 855   | 203.2    | 215      | 18          | 46       | 3     | 2        | 99       | 1     | 0        | 83    | 75       | 3.31     | 1.28    |
| 1985       | 広島       | 35    | 24    | 8     | 3     | 2        | 16    | 6     | 2        | --          | .727  | 833   | 199.0    | 209      | 19          | 55       | 3     | 8        | 85       | 3     | 0        | 88    | 79       | 3.57     | 1.33    |
| 1986       | 広島       | 30    | 30    | 17    | 4     | 5        | 18    | 4     | 0        | --          | .818  | 915   | 230.0    | 216      | 21          | 30       | 4     | 10       | 123      | 0     | 0        | 67    | 62       | 2.43     | 1.07    |
| 1987       | 広島       | 29    | 29    | 6     | 1     | 4        | 10    | 14    | 0        | --          | .417  | 776   | 181.1    | 206      | 26          | 31       | 5     | 2        | 119      | 2     | 0        | 101   | 88       | 4.36     | 1.30    |
| 1988       | 広島       | 27    | 27    | 13    | 1     | 9        | 11    | 12    | 0        | --          | .478  | 861   | 209.2    | 224      | 22          | 27       | 5     | 3        | 112      | 3     | 2        | 87    | 73       | 3.13     | 1.20    |
| 1989       | 広島       | 22    | 21    | 1     | 0     | 0        | 9     | 10    | 0        | --          | .474  | 482   | 110.0    | 135      | 22          | 18       | 0     | 4        | 69       | 1     | 0        | 75    | 67       | 5.48     | 1.39    |
| 1990       | 広島       | 17    | 17    | 1     | 0     | 1        | 8     | 4     | 0        | --          | .667  | 420   | 98.1     | 115      | 15          | 14       | 3     | 2        | 58       | 1     | 0        | 52    | 48       | 4.39     | 1.31    |
| 1991       | 広島       | 25    | 24    | 3     | 1     | 0        | 11    | 4     | 0        | --          | .733  | 582   | 141.1    | 149      | 20          | 31       | 2     | 2        | 73       | 0     | 0        | 56    | 53       | 3.38     | 1.27    |
| 1992       | 広島       | 26    | 26    | 4     | 1     | 1        | 14    | 8     | 0        | --          | .636  | 735   | 181.1    | 179      | 15          | 28       | 1     | 2        | 101      | 1     | 0        | 61    | 52       | 2.58     | 1.14    |
| 1993       | 広島       | 13    | 13    | 0     | 0     | 0        | 6     | 6     | 0        | --          | .500  | 302   | 69.0     | 79       | 13          | 17       | 0     | 3        | 38       | 0     | 0        | 41    | 40       | 5.22     | 1.39    |
| 1994       | 広島       | 11    | 11    | 0     | 0     | 0        | 3     | 3     | 0        | --          | .500  | 215   | 50.2     | 62       | 13          | 9        | 0     | 2        | 24       | 0     | 0        | 33    | 32       | 5.68     | 1.40    |
| 通算：19年 | 通算：19年 | 515   | 460   | 135   | 28    | 36       | 213   | 141   | 5        | --          | .602  | 13018 | 3113.0   | 3255     | 380         | 656      | 48    | 99       | 1757     | 20    | 2        | 1399  | 1268     | 3.67     | 1.26    |

- 各年度の太字はリーグ最高

### 通算打撃成績
1039打数140安打 5本塁打 55打点 .135

### タイトル
- 最多勝利：2回（1982年[20]、1986年[28]）
- 最優秀防御率：1回（1986年[28]）
- 最高勝率：3回（1985年、1986年、1991年）※セ・リーグ最多タイ記録、当時連盟表彰なし[注 6]

### 表彰
- 沢村栄治賞：2回（1982年[21]、1986年[30]）
- 最優秀選手：1回（1986年[29]）
- ベストナイン：2回（投手部門：1982年、1986年）
- ゴールデングラブ賞：1回（投手部門：1986年）
- 野球殿堂競技者表彰（2012年）
- 最優秀投手：2回（1982年、1986年）
- 月間MVP：3回（1982年5月[60]、1986年9月[61]、1992年4月[35]）
- 広島県県民栄誉賞（1994年11月10日）
- 曽於市市民栄誉賞（2012年1月）[62]

### 記録
初記録
投手記録
- 初登板：1976年9月16日、対ヤクルトスワローズ20回戦（明治神宮野球場）、7回裏2死に4番手で救援登板・完了、1回1/3を無失点
- 初奪三振：同上、7回裏に松岡弘から
- 初先発登板：1976年9月19日、対阪神タイガース21回戦（阪神甲子園球場）、5回4失点
- 初勝利・初先発勝利：1976年10月12日、対ヤクルトスワローズ24回戦（明治神宮野球場）、6回4失点
- 初完投勝利：1977年5月7日、対中日ドラゴンズ8回戦（広島市民球場）、9回2失点
- 初完封勝利：1978年6月3日、対読売ジャイアンツ10回戦（後楽園球場）
- 初セーブ：1982年9月25日、対読売ジャイアンツ26回戦（後楽園球場）、9回裏に7番手で救援登板・完了、1回無失点

打撃記録
- 初安打：1976年10月2日、対阪神タイガース22回戦（広島市民球場）、2回表に谷村智啓から
- 初本塁打：1979年4月19日、対読売ジャイアンツ3回戦（平和台野球場）、5回表に浅野啓司からソロ

節目の記録
- 1000投球回：1982年5月4日、対阪神タイガース2回戦（広島市民球場）、5回表3死目に達成
- 1500投球回：1984年5月23日、対中日ドラゴンズ7回戦（ナゴヤ球場）、8回裏1死目に達成
- 100勝：1984年6月28日、対横浜大洋ホエールズ14回戦（横浜スタジアム）、6回2失点 ※史上85人目[63][64]
- 1000奪三振：1985年8月4日、対横浜大洋ホエールズ16回戦（横浜スタジアム）、8回裏にジェリー・ホワイトから ※史上71人目[65][66]
- 2000投球回：1986年8月20日、対中日ドラゴンズ17回戦（ナゴヤ球場）、3回裏2死目に達成
- 150勝：1987年9月29日、対阪神タイガース25回戦（阪神甲子園球場）、5回無失点 ※史上37人目[67]
- 2500投球回：1989年5月31日、対中日ドラゴンズ6回戦（広島市民球場）、2回表2死目に達成
- 1500奪三振：1990年7月30日、対中日ドラゴンズ18回戦（ナゴヤ球場）、3回裏に中村武志から ※史上32人目[68]
- 200勝：1992年7月16日、対中日ドラゴンズ15回戦（ナゴヤ球場）、8回1失点 ※史上22人目、球団史上初[69][36]
- 3000投球回：1993年4月10日、対ヤクルトスワローズ1回戦（明治神宮野球場）、7回裏1死目に達成

その他の記録
- オールスターゲーム出場：7回（1979年 - 1983年、1988年、1992年）

### 背番号
- 20（1976年 - 1994年）
- 73（2001年 - 2004年）

## 関連情報

### 出演番組
- スーパーベースボール
- 北斗晶の鬼嫁運動記者倶楽部（準レギュラー）
- 勝ちグセ。サンデー恋すぽ　（レギュラー）
- ほこ×たて（2011年9月19日、フジテレビ）　- 「必ず割れる防犯ボール」を「どんな衝撃も吸収して壊さない衝撃吸収マット」に正確に投げ込む役割を担当した。しかし、3mの距離から2投なげて1球外し、4mからは1球投げて外しており、合計3球投げて1球しかマットに当てられなかった。2002年 - 2008年のユニフォームを着用して出演したが、背番号は2002年 - 2004年のコーチ時代の「73」ではなく現役時代の「20」となっていた。
- PRICELESS〜あるわけねぇだろ、んなもん!〜（フジテレビ） - 本人の出演シーンはないが、話の中に彼のサインボールが登場しており、協力という形でクレジットされた。
- 探偵!ナイトスクープ（2012年4月6日、朝日放送）
- 爆報! THE フライデー（2014年8月22日、TBS） - 現在農業にハマっていることを明かし、自身が育てた野菜などが紹介された。
- 虎バン（2014年10月5日、朝日放送）
- 流星ワゴン（2015年3月22日、TBS）- 連続テレビドラマの最終回に漁師役として特別出演。
- 北別府学の裏ブログ（2013年1月-2016年12月、広島FM）
- 有吉ゼミ（2017年6月5日、日本テレビ）
- HOME Jステーション（ - 2018年4月2日、広島ホームテレビ） 月曜レギュラー
- ひろしま深掘りライブ フロントドア（広島ホームテレビ、毎週土曜） レギュラー出演
- みみよりライブ 5up!（2018年4月 - 、広島ホームテレビ） 月曜レギュラー
- ジュンテンドー くらしの情報マップ（広島ホームテレビ）レギュラー出演

### 著書
単著
- CARPはなぜCSに出られないのか・・・ 手を伸ばせば、すぐそこに・・・（2013年4月、ザメディアジョン）
- カープ魂～優勝するために必要なこと～ (光文社新書)（2015年11月、光文社）

共著
- 北別府学それでも逃げない―二十世紀最後の200勝投手（2007年9月、グラフ社） 友野康治との共著

### 漫画・アニメ
- 野球狂の詩 - 漫画・アニメ双方に登場。その他の漫画にもモデルとなった人物は複数登場。

### 講師
- 安田女子大学 非常勤講師[70]

## 演じた人物
- 寺脇康文 - 最後のストライク（2000年）